# Panurus biarmicus
Il basettino (Panurus biarmicus (Linnaeus, 1758)) è un uccello passeriforme diffuso in Europa, Asia e Africa del nord. È l'unica specie nota del genere Panurus e della famiglia Panuridae.

## Descrizione
È un uccello lungo meno di 8 cm e con una coda lunga altrettanto. Un aspetto singolare nel maschio (che spiega anche il nome comune in lingua italiana: basettino) sono due vistose basette nere, di forma triangolare, da ciascun lato alla base del becco, quest'ultimo di colore giallo.

## Biologia

### Voce
Si riconosce per il canto simile ad un piccolo campanello ping-ping, che emette mentre si sposta con volo acrobatico tra i canneti.

### Alimentazione
Si nutre di insetti e semi di canne

### Riproduzione

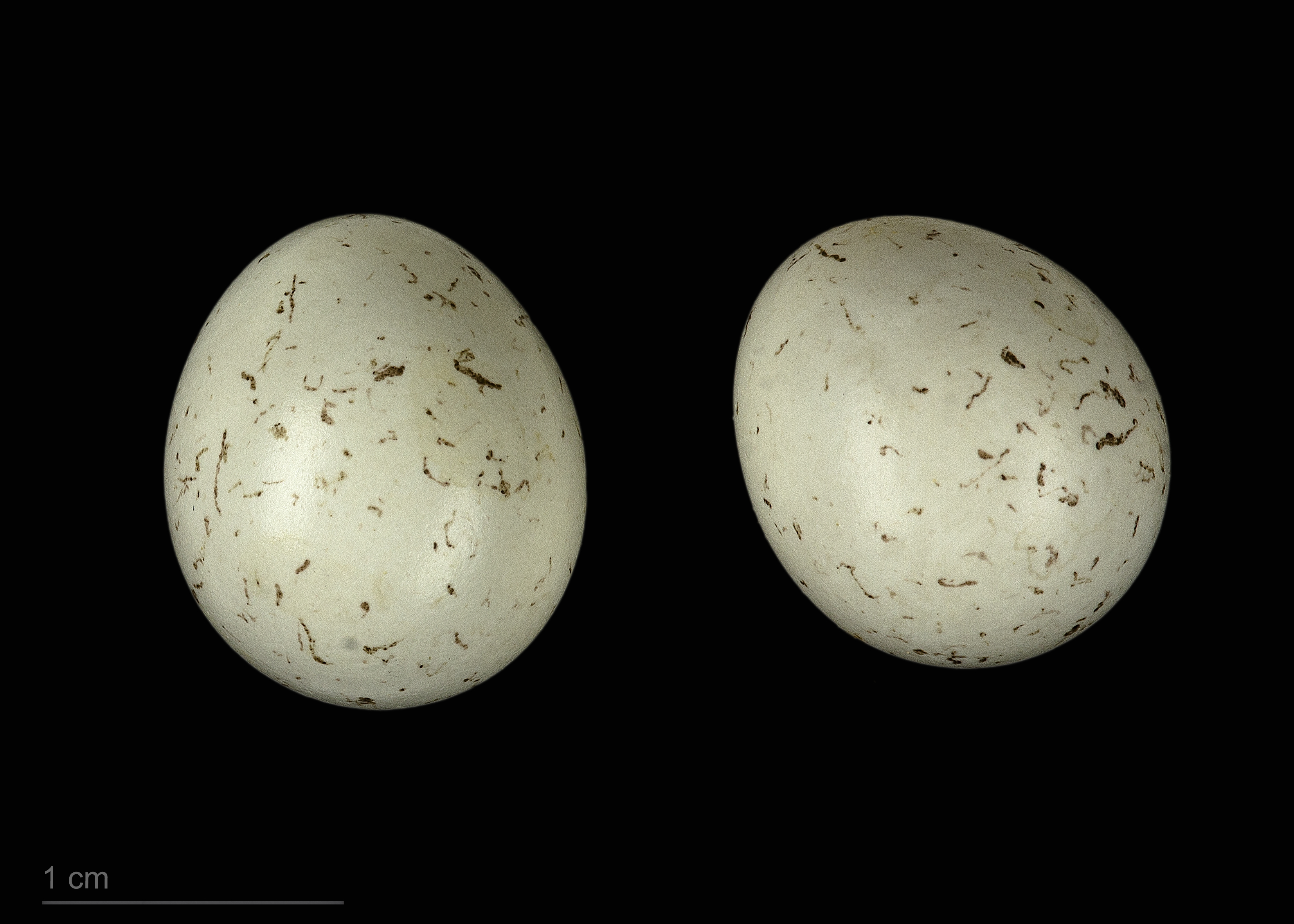
Uovo di Panurus biarmicus russicus - Museo di Tolosa

Nidifica in colonie tra le cannucce di palude. La coppia costruisce un nido a coppa profonda con foglie di cannuccia e di altre piante; viene guarnito di infiorescenze di cannuccia e con penne. Il nido viene posto tra gli steli, vicino all'acqua. La femmina depone 4-8 uova chiare, macchiettate che vengono covate anche dal maschio per 10-14 giorni. I pulli si involano 12-15 giorni dopo la schiusa durante i quali vengono nutriti da entrambi i genitori. Si possono avere fino a tre deposizioni all'anno.

## Distribuzione e habitat
È diffuso in Europa meridionale, Nord Africa e Asia centrale. Predilige le località paludose e ricche di alberi: nidifica nel folto dei rami, specie canneti, e si nutre in estate di insetti e in inverno di semi: il cambiamento dell'alimentazione è legato alla mutazione stagionale della mucosa gastrica. In Italia non è molto comune, diffuso soltanto nelle zone di canneto più conservate.

## Conservazione
Considerati l'ampiezza del suo areale e la numerosità della popolazione P. biarmicus è classificato come specie a basso rischio di estinzione.